# Крайс, Вильгельм

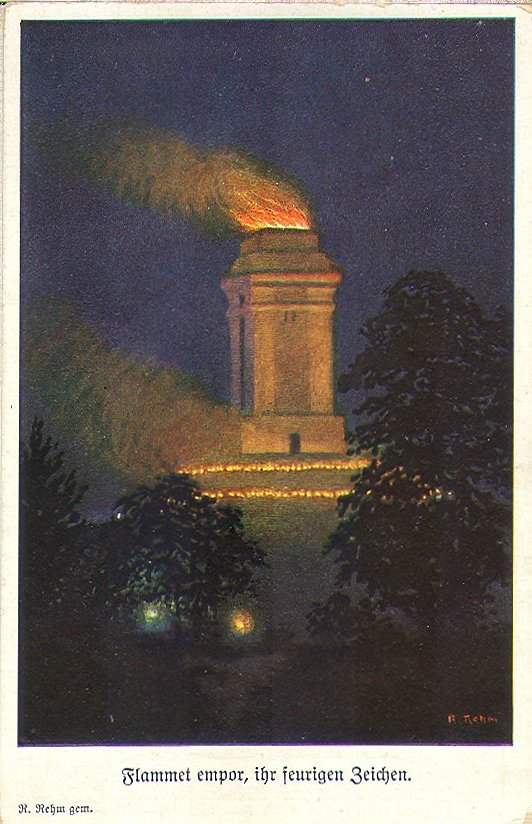
Башня Бисмарка

Вильгельм Крайс (нем. Wilhelm Kreis; 17 марта 1873, Эльтвилле-на-Рейне — 13 августа 1955, Бад-Хоннеф) — немецкий архитектор.

## Биография

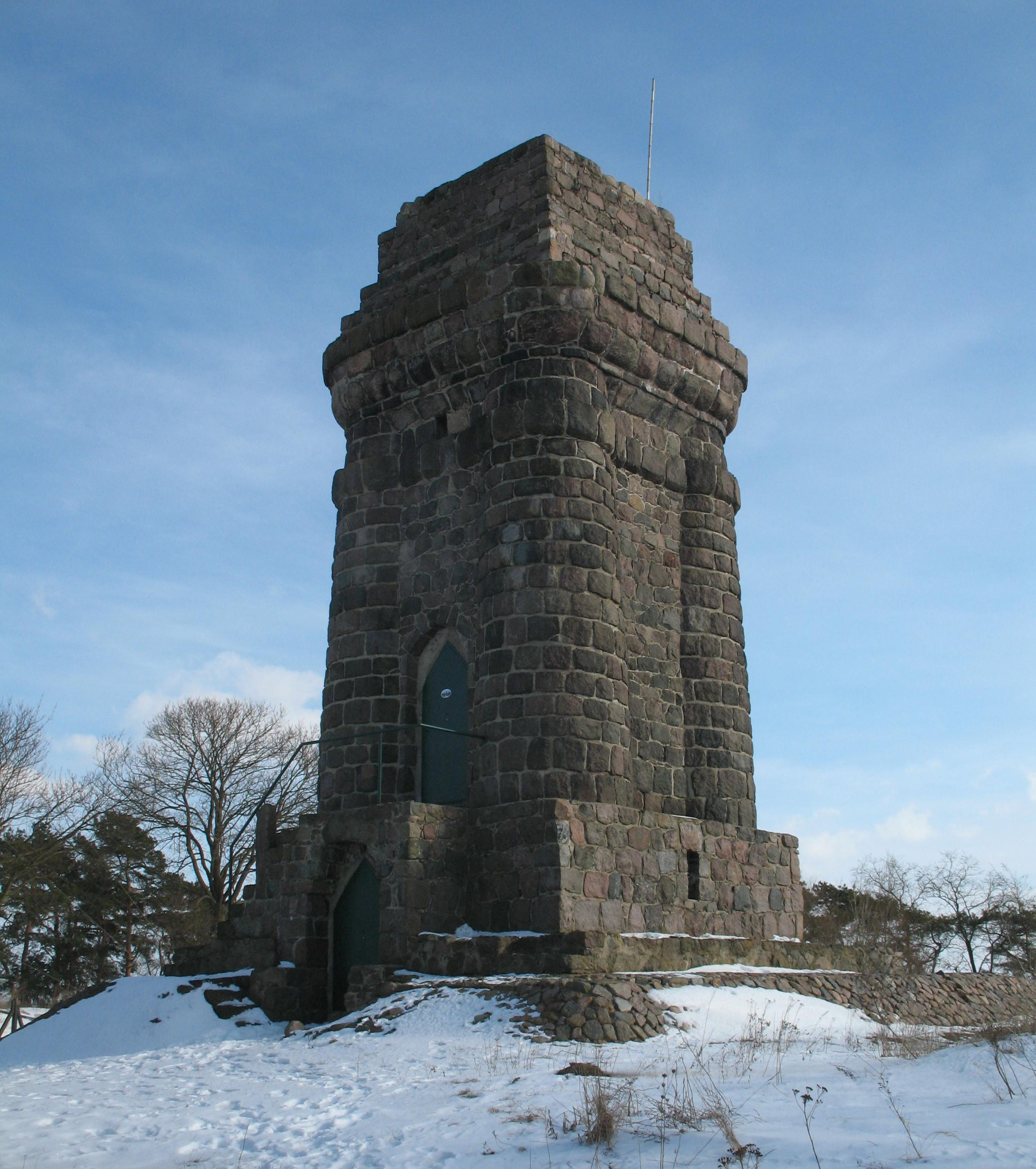
Башня Бисмарка.

Вильгельм Крайс является одним из крупнейших немецких архитекторов первой половины XX столетия. Родился в области Рейнгау, в семье землемера, шестой ребёнок из девяти детей. Архитектуру изучал в Мюнхене (в 1892—1894 годах), Карлсруэ, Берлине. Диплом получил в Брауншвейге, где также познакомился со своей будущей женой.
Ещё будучи студентом, Вильгельм Крайс получил первую премию на конкурсе по памятнику Битве народов в Лейпциге (контракт, тем не менее, был заключён с более «зрелым» архитектором, Бруно Шмицем). С 1898 года Крайс работает ассистентом архитектора Пауля Валлота при Академии искусств в Дрездене и помогает ему при строительстве здания саксонского ландтага. В 1899 году проекты В. Крайса получили три первых приза на конкурсе проектов башен Бисмарка. В последующие годы на территории Германской империи было создано 58 башен Бисмарка по проектам В. Крайса.
В 1902—1909 годах архитектор живёт и работает в Дрездене. С 1902 он — профессор местной школы прикладного искусства. Его первый архитектурный проект в столице Саксонии — мост Фридриха-Августа. Перед Первой мировой войной Крайс строит также большие супермаркеты в Кёльне и Вуппертале. В свои дрезденские годы архитектор был дружен с писателем Карлом Маем и с иллюстратором романов Мая, художником Сашей Шнейдером.
С июня 1908 года Крайс назначается директором школы прикладного искусства в Дюссельдорфе. В эти годы много строит в Рурской области, в Вестфалии, в Рейнской области (в Дюссельдорфе, Эссене, Херне); сближается со скульптором и архитектором Арно Брекером, с которым затем дружил и работал до конца жизни.
В 1926 году Крайс переходит на работу в Дрезден директором Академии искусств. Архитектор отвергает модные в 20-е годы XX века авангардизм и модернизм в искусстве и остаётся приверженцем старых форм, монументализма и национального характера в архитектуре. С 1929 года — почётный доктор архитектуры в Высшей технической школе Дрездена. В конце 20-х к его важнейшим работам следует отнести Дом Вильгельма Маркса в Дюссельдорфе (1922-24) и здание Немецкого музея гигиены в Дрездене (1927-30). В июле 1926 года В. Крайс избирается президентом Союза немецких архитекторов и занимает этот пост вплоть до прихода в начале 1933 года в Германии к власти нацистов.
Во времена правления национал-социалистов В. Крайс сперва был отстранён от важных проектов как из-за родственных связей его жены с опальной писательницей Рикардой Хух, так и из-за многочисленных прежних контактов с еврейскими торговыми домами, для которых Крайс много строил. Однако вскоре В. Крайс начинает свою новую карьеру. В 1935—1938 годы он создаёт ряд зданий в Дрездене, руководит проектом по перестройке Дрезденской оперы (1938), затем работает под руководством «главного архитектора рейха» Альберта Шпеера. С 1938 года Крайс — имперский сенатор по культуре. В 1938—1941 годах — ректор Архитектурного отделения Государственной высшей школы Дрездена. С 1943 года — председатель Имперской палаты изобразительного искусства. В августе 1944 года был включён А. Гитлером, наряду с другими 12 выдающимися деятелями искусства, в список освобождённых от любых видов воинской службы.
После войны В. Крайс живёт с семьёй в Бад-Хоннефе (с 1949 года). Продолжает работать, строит здание Центрального земельного банка в Дортмунде, а также жилые дома, отели и другие сооружения.
В. Крайс — командор ордена «За заслуги перед Федеративной Республикой Германия».